# 14 Pułk Dragonów (Imperium Rosyjskie)
14 Małorosyjski pułk dragonów (ros. 14-й драгунский Малороссийский полк) – pułk kawalerii okresu Imperium Rosyjskiego, sformowany 13 lutego 1785 roku.
Święto pułkowe: 23 kwietnia. Dyslokacja w 1914: Kalisz.
W czasie I wojny światowej w szeregach pułku walczył sztabsrotmistrz Karol May.

## Przyporządkowanie 1 stycznia 1914
- Warszawski Okręg Wojskowy (Варшавский военный округ)
  - 14 Korpus Armijny (14-й армейский корпус)
    - 14 Dywizja Kawalerii (14-я кавалерийская дивизия)
      - 2 Brygada (2-я бригада)
        - 14 Małorosyjski pułk dragonów